# Cerkev sv. Roka, Gorica
Cerkev sv. Roka (italijansko Chiesa di San Rocco, furlansko Glesie di San Roc) je župnijska cerkev v Podturnu pri Gorici v nadškofiji Gorica; je del dekanije Gorica.

## Zgodovina
Prvotna Cerkev sv. Roka je bila zgrajena leta 1497, zadnjo nedeljo v avgustu leta 1500 pa jo je posvetil Pietro Carlo, škof v Caorleju. Ta cerkev je ostala preprosta kapela vse do začetka 17. stoletja, ko so se meščani po hudi kugi leta 1623 odločili, da jo bodo povečali in polepšali. Nova cerkev je bila zgrajena med letoma 1624 in 1637, ko je bila posvečena. Cerkev sv. Roka je bila kot župnijska cerkev postavljena leta 1898, sedanje neoklasicistično pročelje, ki ga je izdelal Giovanni Brisco, pa je bilo zgrajeno istega leta. Med prvo svetovno vojno je bila cerkev poškodovana: streha je bila na pol porušena, glavni oltar in prižnica pa pohabljena. Po vojni so se odločili, da stavbo popolnoma obnovijo, vendar so dela lahko izvedli šele konec dvajsetih let 20. stoletja. Cerkev je bila ponovno odprta za bogoslužje šele leta 1929.